# Willie den Ouden
Willie den Ouden (Róterdam, Países Bajos, 1 de enero de 1918-ídem, 6 de diciembre de 1997) fue una nadadora neerlandesa especializada en pruebas de estilo libre, donde consiguió ser campeona olímpica en 1936 en los 4 x 100 metros.

## Carrera deportiva
En los Juegos Olímpicos de Los Ángeles 1932 ganó la medalla de plata en los relevos de 4 x 100 metros libre —tras Estados Unidos y por delante de Reino Unido— y también la plata en los 100 metros libre, tras la estadounidense Helene Madison y por delante de otra estadounidense Eleanor Saville.
Cuatro años después, en los Juegos Olímpicos de Berlín 1936, ganó el oro en los relevos de 4 x 100 metros estilo libre.